# Électre (bibliographie)
Pour les articles homonymes, voir Électre (homonymie).
Électre est une base française de données bibliographiques, qui a été  réalisée par le Cercle de la librairie.

## Historique

### La baseLivres Disponibles(1970)
La base bibliographique Electre est l'héritière de la base de données créée en 1970 par France Expansion sous le nom de Livres Disponibles. Il existe déjà alors Books in Print, recensant les ouvrages de langue anglaises disponibles, réalisé pour la première fois cette année-là aux États-Unis via l’informatique par les Éditions Bowker. Un ouvrage voisin est publié par les grossistes allemands pour la langue allemande. Rien pour la langue française. Quelques tentatives  des Éditions du Cercle de la Librairie, telles le Catalogue des livres de Littérature et de Sciences humaines disponibles sont restées sans suite. 
Jacques Dodeman, qui vient de quitter la direction du Groupe International Hachette pour créer France Expansion, décide de tenter de combler ce vide. L’entreprise est considérable. L’informatique est balbutiante : la saisie se fait via des cartes perforées... Il faut bloquer chaque nuit la totalité du parc des ordinateurs du Centre de Calcul  de l’École des mines de Paris pour traiter les informations du jour. Les éditeurs n’ont pas un relevé précis de leurs ouvrages disponibles ni de leurs caractéristiques.
Durant dix-huit mois, une cinquantaine d’enquêteurs contrôlent les stocks de chaque éditeur et douze bibliographes à plein temps seront nécessaires pour parvenir à la première édition des Livres Disponibles, qui paraissent en deux énormes volumes, fin 1972. L’accueil des professionnels est enthousiaste, chez les syndicats d’éditeurs et de libraires des pays francophones tout autant que chez les bibliothécaires. Le Monde en parle en Une. La Bibliothèque publique d'information du Centre  Beaubourg loue  la base pour créer l’ensemble de son premier fonds, tout comme la première librairie de la Fnac. Suit un Répertoire de l’Édition au Québec réalisé en liaison avec le Conseil Supérieur du Livre. Un trimestriel Francophonie Édition vient compléter les répertoires annuels, et une nouvelle édition en 4 volumes paraît en 1975. La couverture s’améliore : 5000 pages contre 2800, 160 000  titres contre 110 000 (Cette deuxième édition obtiendra la même année le prix du plus beau livre de référence). Le Cercle de la Librairie, qui considère que ce type d’information ne peut être laissé en  mains privées et doit être traité par les organismes professionnels, passe accord avec une base de données concurrente née aux États-Unis, Le Catalogue de l’Édition Française. Devant cette  nouvelle situation, France Expansion accepte à son tour de céder son activité.
Livres disponibles paraît à partir de 1977 sous le copyright du Cercle de la Librairie. Francophonie Édition et À Paraître, rachetés eux aussi, cessent de paraître. Les Éditions du Cercle de la librairie achèteront finalement la totalité des actions de France Expansion le 29 septembre 1986 .

### La base Electre
La version publique, appelée Electre, a été dévoilée lors du Salon du livre de Paris en 1986. D'abord accessible par Minitel (1986), puis sur cédérom (1989), elle a basculé sur Internet en 1997. Elle a vocation à recenser tous les livres édités en France. La base conserve également les notices de livres épuisés et annonce les livres à paraître.
En 2006, seules les versions Internet et Minitel restent disponibles. 2009 voit l'arrêt définitif de la version Minitel. 
Le seuil du million de notices est franchi début 2007 et 1,3 million de notices sont téléchargées en 2011. La base Électre suit désormais les spécifications fonctionnelles des notices bibliographiques. En 2011, plus de 70 000 notices bibliographiques ont été produites dans l'année.

## Fonctionnement de la base bibliographique
La base bibliographique Electre est principalement destinée aux professionnels de l'édition, de la librairie et des bibliothèques. Elle est commercialisée par abonnement. Seule la version Minitel, grâce à la tarification kiosque, a pu être proposée au grand public. Les bibliothèques clientes peuvent récupérer les notices d'Electre au format MARC pour les intégrer dans leur propre catalogue.
On peut aujourd'hui trouver à propos d'un livre, dans sa notice bibliographique (également en format UNIMARC), dans le cas de figure le plus complet, les informations suivantes :
- son titre, ses auteurs, son éditeur et sa collection
- la photo de sa couverture
- sa date de parution et sa disponibilité (disponible, à paraître, manquant provisoirement ou épuisé)
- son distributeur
- son prix public
- ses codes ISBN, EAN et ISSN
- son résumé (fait par les catalogueurs d'Electre ainsi qu'un résumé de l'éditeur)
- la retranscription du texte de quatrième de couverture
- sa description (poids, taille)
- ses index de lexique, de thème, de genre ainsi que Dewey et Rameau
- le public visé
- des critiques
- une biographie des auteurs
- la table des matières

Ces différents types d'information permettent de faciliter le travail des utilisateurs :
- Identifier un titre précis
- Dégager rapidement une sélection d'ouvrages correspondant à un besoin précis (pour renseigner efficacement les lecteurs)
- Approfondir la connaissance d'un ouvrage
- Feuilleter un livre lorsque l'option est disponible
- Réaliser une revue de presse en identifiant la couverture média d'un ouvrage
- Exporter les notices bibliographiques pour pouvoir les utiliser sous une autre interface numérique
- Etc.